# FK Trepča Kosovska Mitrovica
FK Trepča nogometni klub je kosovskih Srba iz sjevernog dijela Kosovske Mitrovice. Trenutačno se natječe u Šumadijsko-raškoj zoni, natjecanju četvrtog ranga Srbije. Osnovali su ga 1932. rudari istoimenog rudnika u Kosovskoj Mitrovici.
Do 1999. godine u Kosovskoj Mitrovici postojao je samo jedan FK Trepča, ali nakon rata albanska i srpska strana su se razdvojile i osnovale zasebne klubove pod istim imenom. Albanski klub je uzurpirao pravo predstavljanja FK Trepča.
Klub se 2010. godine fuzionirao s Partizanom iz Kosovske Mitrovice. Iako je sjedište kluba u Kosovskoj Mitrovici, svoje domaće utakmice igra na gradskom stadionu Zvečan u Žitkovcu.
Za vrijeme natjecanja u jugoslavenskim ligama klub je koristio Stadion Trepča u Kosovskoj Mitrovici, kapacitet od 28.500 mjesta.

## Povijest
Najuspješnije razdoblje kluba bila je sezona 1976./77. kada je klub osvojio prvo mjesto u Drugoj saveznoj ligi SFR Jugoslavije i time po prvi put u povijesti osigurao sudjelovanje u Prvoj ligi SFR Jugoslavije. Prvu sezonu u elitnom rangu završili su na posljednjem 18. mjestu, pa su nakon samo jedne sezone ispali u niži rang. No, klub je te iste sezone (1977./78.) ostvario najveći uspjeh u povijesti kluba igranjem u finalu Kupa SFR Jugoslavije u kojem je izgubio 1:0 od Rijeke.
FK Trepča je šest puta bio pobjednik prvenstva Kosova i Metohije, dok je to natjecanje bilo regionalna liga u ligaškom sustavu SFR Jugoslavije/SR Jugoslavije. Osvajač je i Kupa Kosova i Metohije u sezoni 1991./92.
Nakon rata na Kosovu i podjele kluba na srpski i albanski, Trepča se uglavnom natjecala u četvrtom rangu natjecanja. U sezoni 2018./19. klub je ostvario treće mjesto u Šumadijsko-raškoj zoni te se plasirali u Srpsku ligu Zapad nakon što je odlučeno da se ona proširi na 18 klubova.

## Uspjesi
- 2. savezna liga SFRJ
  - Prvak (1): 1976./77.
- Kup maršala Tita
  - Finalist (1): 1977./78.
- Prvenstvo Kosova i Metohije
  - Prvak (5): 1947., 1948./49., 1950., 1952., 1954./55.
- Kup Kosova i Metohije
  - Pobjednik (7): 1991./92., 2002./03., 2010./11., 2011./12., 2013./14., 2015./16., 2018./19.

## Vanjske poveznice
- profil na srbijasport.net